# Эвазий Астийский
Эвазий (лат. Evasius, итал. Evasio; казнён в 362) — святой, епископ Асти. День памяти — 1 декабря.
Неизвестны жизнеописания святого Эвазия, рассматриваемые специалистами в агиографии как достоверные. Согласно работе Historia e vita di Sant'Evasio Vescovo e Martire августинского монаха Фульгенция Эмилия (Fulgenzio Emiglio), опубликованной в 1708 году, святой Эвазий родился в Беневенто. В 260 году он переехал в Рим и был отправлен в Асти в 265 году в качестве епископа. Там он претерпел гонения от язычников и был вынужден бежать из города. 
Самая ранняя запись, датированная иначе, анонимна и называется Passio Sancti Evasii. Её относят к IX, X или к началу XI века. В ней святого относят ко временам ломбардского короля Лиутпранда (Luitprand), правившего с  712 по 744 год. Согласно этой версии противниками святого были сторонники арианства. Ещё одна версия помещает житие святого в IV век и датирует его постановку во епископа Астийского прибл. 330 годом. Углеродная датировка мощей святого (предполагающая их оригинальность) высказывается в пользу датировки III веком.
Святой Эвазий, по преданию, был миссионером и епископом Асти. Он был вынужден бежать в огромный падуанский лес, известный как Сельва Корнеа (лат. Selva Cornea) со товарищи, которых звали Проетто (Proietto) и Малиано (Maliano), а также, вероятно, с третьим, по имени Наталий (Natale). На этом месте, известном ныне как Поццо Сант-Эвазио, было явлено чудо: епископ, уставший от путешествия, воткнул свой посох в землю и прилёг отдохнуть. Пасторский жезл дал корни и зацвёл, а под ним открылся источник.
Святой Эвазий продолжил свою проповедь в Казале, возможно, известном как Седула (Sedula), или Седулия (Sedulia). Там он основал небольшой храм в честь св. Лаврентия, диакона, где стали собираться его многочисленные последователи. Остатки этого храма можно наблюдать под собором в Казале.
Там святой Эвазий был схвачен врагами, язычниками или арианами, в области, теперь известной как Казале-Монферрато. Он, Проетто, Малиано и вместе с ними иных 143 были обезглавлены по приказу префекта, или судебного пристава (Sculdascio) Атуболо (Atubolo). Анализ мощей показывает, что ему было лет около 60.
Св.Эвазий почитается святым покровителем в ряде городов Пьемонта и Ломбардии. Он особо почитаем в Казале-Монферрато, где в соборе, освящённом во его имя, находятся его святые мощи.